# Arthur von Buddenbrock
Arthur Ludwig Emil Freiherr von Buddenbrock (* 4. Oktober 1850 in Ottlau; † 13. Januar 1929 ebenda) war Gutsbesitzer und Mitglied des Deutschen Reichstags.

## Herkunft
Seine Eltern waren Rudolph von Buddenbrock (1821–1895) und dessen erste Ehefrau Emilie, geborene von der Goltz (1826–1875). Bereits sein Vater war Mitglied des Deutschen Reichstags.

## Leben
Buddenbrock war Zögling des Kadettenkorps in Kulm und Berlin. 1869 ging er in den aktiven Militärdienst, aus dem er 1875 als Invalide ausschied. Bis 1877 hat er in Schlesien und Ostpreußen Landwirtschaft erlernt. Seit 1877 war er Besitzer des Gutes Forken im Kreis Fischhausen und seit 1891 Pächter des Majorats Ottlau.
Von 1893 bis 1898 war er Mitglied des Preußischen Abgeordnetenhauses und von 1893 bis 1898 Mitglied des Deutschen Reichstags für den Reichstagswahlkreis Regierungsbezirk Marienwerder 1 (Marienwerder, Stuhm) und die Deutschkonservative Partei, schloss sich jedoch im Reichstag nicht der deutschkonservativen Fraktion an, sondern blieb unabhängiger Konservativer. Zwischen 1903 und 1918 war er Mitglied des Preußischen Herrenhauses.

## Familie
Er heiratete am 10. November 1878 Gertrud von Reitzenstein (* 24. Oktober 1855; † 9. März 1939), eine Tochter des preußischen Generalmajors Egmont von Reitzenstein (1819–1900) aus dem Haus Unter-Schwarzenstein. Das Paar hatte mehrere Kinder:
- Axel Egmont Rudolf (* 18. März 1881; † 26. Oktober 1965) ⚭ 1906 Ada Katharine Marie Gustava von Restorff (* 5. Juni 1884; † 14. März 1978)
- Horst Werner Erich (* 9. Mai 1882) ⚭ 1913 Renata Le Tanneux von Saint-Paul (* 1893)
- Marie Anna Gertrud (* 3. Dezember 1883; † 6. April 1979)
- Erna Helene Elise (* 18. August 1886) ⚭ 1904 Friedrich-Erdmann Freiherr von Reitzenstein
- Christa Magdalene (* 3. August 1893)